# Волейбол на літніх Олімпійських іграх 1964 – чоловіки
Олімпійський турнір з волейболу серед чоловіків 1964 року проводився вперше на Олімпійських іграх. Змагання проходили в Йокогамі та Токіо, Японія з 13 по 23 жовтня 1964 року. В турнірі взяло участь 10 чоловічих команд. Чемпіонський титул виграла збірна СРСР, в якій було 5 спортсменів з України (Станіслав Люгайло, Георгій Мондзолевський, Юрій Поярков, Едуард Сибіряков, Юрій Венгеровський).

## Учасники
Японія - країна-організатор;
СРСР, Чехословаччина, Румунія - за підсумками чемпіонату світу 1962 року;
Угорщина - за підсумками чемпіонату Європи 1963 року;
Бразилія, США - за підсумками Панамериканських ігор 1963;
Південна Корея - за підсумками азійської олімпійської кваліфікації;
Нідерланди - за підсумками олімпійської кваліфікації;
Болгарія - за підсумками чемпіонату світу 1962 року (замість збірної Марокко, що відмовилась від участі).

## Турнір
Чоловічий волейбольний турнір Олімпіади в Токіо став одним з найбільш напружених в історії. Уже в перший ігровий день відбувся матч між діючими чемпіоном світу та чемпіоном Європи - відповідно збірними СРСР та Румунії. Радянська команда здобула переконливу перемогу, хоча матч складався дуже нервово - у першій партії за рахунку 7:7 збірна СРСР втратила 10 подач поспіль, але все-таки змогла переламати хід гри, в другій партії відігралася з рахунку 9:10. Ще один принциповий поєдинок відбувся 18 жовтня, коли підопічні Юрія Клещева обіграли в п'яти партіях збірну Чехословаччини. На наступний день збірна СРСР поступилася команді Японії, що дозволило господарям змагань зайняти 3-е місце. Для чехословацької команди поразка 2:3 від майбутніх олімпійських чемпіонів залишилась єдиною, але через гірше співвідношення партій вони були змушені задовольнятися «сріблом».
- 1-й тур. 13 жовтня

|                |     |                |                                  |  |
| США            | 3-0 | Нідерланди     | 15-10, 15-13, 15-6               |  |
| Чехословаччина | 3-2 | Угорщина       | 15-10, 12-15, 13-15, 15-9, 15-10 |  |
| Болгарія       | 3-0 | Бразилія       | 16-14, 15-10, 15-6               |  |
| СРСР           | 3-0 | Румунія        | 15-8, 15-10, 15-9                |  |
| Японія         | 3-0 | Південна Корея | 17-15, 15-8, 15-3                |  |

- 2-й тур. 14 жовтня

|                |     |                |                                  |  |
| СРСР           | 3-0 | Нідерланди     | 15-8, 15-3, 15-11                |  |
| Румунія        | 3-2 | Бразилія       | 15-6, 15-5, 15-5                 |  |
| США            | 3-2 | Південна Корея | 16-14, 4-15, 4-15, 15-10, 15-11  |  |
| Угорщина       | 3-0 | Японія         | 15-12, 15-8, 15-12               |  |
| Чехословаччина | 3-2 | Болгарія       | 15-13, 13-15, 15-11, 7-15, 15-11 |  |

- 3-й тур. 15 жовтня

|                |     |                |                                  |  |
| Румунія        | 3-2 | Болгарія       | 15-6, 11-15, 5-15, 15-13, 15-8   |  |
| СРСР           | 3-0 | Південна Корея | 15-7, 15-5, 15-6                 |  |
| Угорщина       | 3-0 | США            | 15-12, 15-13, 15-8               |  |
| Чехословаччина | 3-1 | Японія         | 9-15, 15-13, 15-12, 15-13        |  |
| Нідерланди     | 3-2 | Бразилія       | 14-16, 15-11, 15-12, 6-15, 16-14 |  |

- 4-й тур. 17 жовтня

|                |     |                |                           |  |
| Японія         | 3-1 | Болгарія       | 15-10, 12-15, 15-6, 15-10 |  |
| Чехословаччина | 3-0 | США            | 15-7, 15-13, 16-14        |  |
| Румунія        | 3-0 | { Нідерланди   | 15-9, 15-6, 15-13         |  |
| СРСР           | 3-0 | Угорщина       | 15-9, 15-13, 15-11        |  |
| Бразилія       | 3-1 | Південна Корея | 15-12, 15-8, 14-16, 16-14 |  |

- 5-й тур. 18 жовтня

|          |     |                |                                  |  |
| Румунія  | 3-2 | Південна Корея | 15-9, 14-16, 8-15, 15-9, 15-9    |  |
| Бразилія | 3-2 | Угорщина       | 15-4, 13-15, 11-15, 16-14, 15-11 |  |
| СРСР     | 3-2 | Чехословаччина | 15-9, 15-8, 5-15, 10-15, 15-7    |  |
| Болгарія | 3-2 | Нідерланди     | 15-11, 8-15, 15-8, 14-16, 15-8   |  |
| Японія   | 3-1 | США            | 15-12, 15-10, 13-15, 15-11       |  |

- 6-й тур. 19 жовтня

|                |     |                |                           |  |
| Болгарія       | 3-0 | США            | 15-9, 15-13, 15-7         |  |
| Нідерланди     | 3-1 | Південна Корея | 13-15, 15-7, 16-14, 15-8  |  |
| Японія         | 3-1 | СРСР           | 14-16, 15-5, 15-8, 15-10  |  |
| Чехословаччина | 3-0 | Бразилія       | 15-5, 15-6, 15-10         |  |
| Румунія        | 3-1 | Угорщина       | 15-6, 12-15, 15-10, 16-14 |  |

- 7-й тур. 21 жовтня

|                |     |                |                                 |  |
| Японія         | 3-2 | Бразилія       | 15-12, 15-9, 12-15, 7-15, 15-11 |  |
| Болгарія       | 3-1 | Південна Корея | 15-4, 12-15, 15-11, 15-9        |  |
| Чехословаччина | 3-1 | Румунія        | 15-11, 7-15, 15-12, 15-12       |  |
| Угорщина       | 3-1 | Нідерланди     | 15-4, 8-15, 15-11, 15-12        |  |
| СРСР           | 3-0 | США            | 15-6, 15-5, 15-4                |  |

- 8-й тур. 22 жовтня

|                |     |                |                                |  |
| Угорщина       | 3-2 | Південна Корея | 17-15, 6-15, 13-15, 15-8, 15-6 |  |
| Чехословаччина | 3-1 | Нідерланди     | 10-15, 15-10, 15-9, 15-6       |  |
| Японія         | 3-0 | Румунія        | 15-6, 15-9, 15-8               |  |
| Бразилія       | 3-2 | США            | 5-15, 11-15, 15-9, 15-6, 15-9  |  |
| СРСР           | 3-0 | Болгарія       | 15-2, 16-14, 15-13             |  |

- 9-й тур. 23 жовтня

|                |     |                |                           |  |
| СРСР           | 3-0 | Бразилія       | 15-17, 15-6, 15-9         |  |
| Чехословаччина | 3-0 | Південна Корея | 15-1, 15-7, 15-9          |  |
| Болгарія       | 3-1 | Угорщина       | 15-9, 15-12, 12-15, 15-8  |  |
| Японія         | 3-1 | Нідерланди     | 15-17, 15-4, 15-8, 15-5   |  |
| Румунія        | 3-1 | США            | 11-15, 15-9, 15-11, 15-13 |  |

| Команда            | 1   | 2   | 3   | 4   | 5   | 6   | 7   | 8   | 9   | 10  | І | В | П | С/П   | О  |
| ------------------ | --- | --- | --- | --- | --- | --- | --- | --- | --- | --- | - | - | - | ----- | -- |
| 1. СРСР            |     | 3:2 | 1:3 | 3:0 | 3:0 | 3:0 | 3:0 | 3:0 | 3:0 | 3:0 | 9 | 8 | 1 | 25:5  | 16 |
| 2. Чехословаччина  | 2:3 |     | 3:1 | 3:1 | 3:2 | 3:2 | 3:0 | 3:1 | 3:0 | 3:0 | 9 | 8 | 1 | 26:10 | 16 |
| 3. Японія          | 3:1 | 1:3 |     | 3:0 | 3:1 | 0:3 | 3:2 | 3:1 | 3:1 | 3:0 | 9 | 7 | 2 | 22:12 | 14 |
| 4. Румунія         | 0:3 | 1:3 | 0:3 |     | 3:2 | 3:1 | 3:0 | 3:0 | 3:1 | 3:2 | 9 | 6 | 3 | 19:15 | 12 |
| 5. Болгарія        | 0:3 | 2:3 | 1:3 | 2:3 |     | 3:1 | 3:0 | 3:0 | 3:0 | 3:1 | 9 | 5 | 4 | 20:14 | 10 |
| 6. Угорщина        | 0:3 | 2:3 | 3:0 | 1:3 | 1:3 |     | 2:3 | 3:1 | 3:0 | 3:2 | 9 | 4 | 5 | 18:18 | 8  |
| 7. Бразилія        | 0:3 | 0:3 | 2:3 | 0:3 | 0:3 | 3:2 |     | 2:3 | 3:2 | 3:1 | 9 | 3 | 6 | 13:23 | 6  |
| 8. Нідерланди      | 0:3 | 1:3 | 1:3 | 0:3 | 0:3 | 1:3 | 3:2 |     | 0:3 | 3:1 | 9 | 2 | 7 | 9:24  | 4  |
| 9. США             | 0:3 | 0:3 | 1:3 | 1:3 | 0:3 | 0:3 | 2:3 | 3:0 |     | 3:2 | 9 | 2 | 7 | 10:23 | 4  |
| 10. Південна Корея | 0:3 | 0:3 | 0:3 | 2:3 | 1:3 | 2:3 | 1:3 | 1:3 | 2:3 |     | 9 | 0 | 9 | 9:27  | 0  |